# Chung kết Cúp FA 1925
Trận chung kết FA Cup 1925 là trận đấu bóng đá tranh đoạt ngôi vô địch FA Cup giữa Sheffield United và Cardiff City diễn ra vào ngày 25 tháng 4 năm 1925 tại sân vận động Wembley do Hiệp hội bóng đá Anh tổ chức. Kết thúc trận đấu, Sheffield United đã giành chiến thắng tối thiểu với một bàn thắng, qua đó lên ngôi vô địch.
Cả hai đội đều tham gia giải đấu từ vòng đầu tiên và đều trải qua năm trận đấu trước khi lọt vào trận chung kết. United chỉ để thủng lưới hai bàn trước trận chung kết, cả hai bàn thua đều diễn ra trong chiến thắng 3–2 trước câu lạc bộ Sheffield Wednesday F.C. ở vòng hai. Cardiff cũng để thủng lưới hai lần trước trận chung kết, một lần tại vòng bốn và một lần tại bán kết. Trong cuộc đối đầu với đội hạng ba Darlington của tại vòng đầu tiên, họ phải đá lại để đi tiếp. Đây là lần đầu tiên một đội bóng từ bên ngoài nước Anh lọt vào một trận chung kết FA Cup kể từ khi Queens Park của Scotland chơi trong trận chung kết năm 1885, đồng thời cũng là lần đầu tiên một đội tuyển xứ Wales lọt vào trận chung kết của giải.
Gần 92.000 khán giả đã đến tham gia theo dõi trận chung kết. Bàn thắng duy nhất của trận đấu được ghi bởi Fred Tunstall của United sau 30 phút khi anh loại bỏ Harry Wake ở rìa vòng cấm Cardiff trước khi hạ gục thủ môn Tom Farquharson. Cardiff đã không thể lật ngược thế cờ và đành chịu thua với kết quả 0–1 chung cuộc sau 90 phút thi đấu. Chiến thắng này mang lại cho United chiếc cúp FA thứ tư trong lịch sử đội bóng. Đây cũng là chức vô địch cuối cùng của Sheffield United tại giải đấu. Cardiff không cần phải đợi lâu trước khi trở lại Wembley hai năm sau đó trong trận chung kết năm 1927 để lần đầu tiên lên ngôi vô địch.

## Đường đến trận chung kết

### Sheffield United
| Vòng    | Đối thủ                      | Tỉ số |
| ------- | ---------------------------- | ----- |
| 1       | Corinthians (h)              | 5–0   |
| 2       | Sheffield Wednesday F.C. (h) | 3–2   |
| 3       | Everton (h)                  | 1–0   |
| 4       | West Bromwich Albion (h)     | 2–0   |
| Bán kết | Southampton (n)              | 2–0   |

Bốn bàn thắng của Harry Johnson đã giúp đội bóng hạng nhất Sheffield United đè bẹp đội bóng nghiệp dư Corinthian 5 bàn không gỡ trong vòng đầu tiên của giải trước 3,8 vạn khán giả nhà tại Bramall Lane. Chiến thắng này giúp đội bóng bước tiếp vào vòng đấu thứ hai đối đầu đội bóng cùng thành phố là Sheffield Wednesday F.C.. Trong trận đấu này, Sheffield Wednesday F.C. đã dẫn trước hai bàn trong mười phút mở đầu. Hai bàn thắng của Tommy Sampy và George Green đã giúp United san bằng tỉ số trước giờ nghỉ giải lao. Một bàn thắng khác của Sampy ngay đầu hiệp hai đã giúp United giành chiến thắng 3–2 chung cuộc.
United tiếp tục được thi đấu trên sân nhà ở vòng ba. Tại đây, bàn thắng duy nhất do công của Fred Tunstall là đủ để mang lại cho họ một thắng lợi trước Everton, vào thời điểm đó, số lượng khán giả tham dự kỷ lục tại Bramall Lane là 51.745 người. Con số này nhanh chóng bị vượt qua ở vòng thứ tư khi 57.197 khán giả kéo đến cổ vũ cho United. Tại đây, Tunstall và Johnson lần lượt lập công giúp đội bóng hạ gục West Bromwich Albion với tỉ số 2–0.
Trận đấu tiếp theo được tổ chức trên sân trung lập Stamford Bridge ở London. United đối mặt với đội bóng hạng hai Southampton. Việc góp mặt trong trận đấu này gián tiếp giúp United có lần thứ bảy xuất hiện trong một trận bán kết của giải đấu. Có gần 70.000 người hâm mộ đã đến tham gia cổ vũ hai đội. Một bàn thắng muộn trong hiệp một đã giúp United vượt lên dẫn trước. Sau giờ nghỉ, Southampton có cơ hội gỡ hòa khi Harry Pantling phạm lỗi với Bill Rawlings trong vòng cấm. Trọng tài ngay lập tức chỉ tay vào chấm phạt đền. Tuy nhiên, cú sút penalty của Tom Parker đã bị Charles Sutcliffe chặn lại. Bàn thắng sau đó của Tunstall đã chấm dứt mọi hy vọng của Southampton và giúp United giành chiến thắng 2–0 chung cuộc, hiên ngang tiến vào chung kết.

### Cardiff City
| Vòng    | Đối thủ               | Tỉ số |
| ------- | --------------------- | ----- |
| 1       | Darlington (h)        | 0–0   |
| 1       | Darlington (a)        | 0–0   |
| 1       | Darlington (n)        | 2–0   |
| 2       | Fulham (h)            | 1–0   |
| 3       | Notts County F.C. (a) | 2–0   |
| 4       | Leicester City (h)    | 2–1   |
| Bán kết | Blackburn Rovers (n)  | 3–1   |

Cardiff City tham dự FA Cup với tư cách là một trong những đội bóng được yêu thích để giành chiến thắng trong giải đấu, cùng với Aston Villa và đương kim vô địch giải hạng nhất Huddersfield Town. Trong vòng đầu tiên của giải đấu, họ hòa nhà vô địch giải hạng nhì Darlington. Trận đầu tiên, hai đội hòa nhau tại sân của Cardiff, Ninian Park. Kết quả trên sau đó bị đổ lỗi do tình trạng nghèo nàn của sân dẫn đến sự thiếu hứng thú trong trận đấu. Trận đá lại tại sân Darham's Feethams đã thu hút 18.000 người đến cổ vũ nhưng cũng kết thúc với tỉ số hòa không bàn thắng. Trận đá lại thứ ba đã được sắp xếp tại một địa điểm trung lập, Anfield ở Liverpool, nơi Cardiff cuối cùng cũng vượt qua đối thủ yếu hơn để đi tiếp. Các bàn thắng trong hiệp hai của Len Davies và Willie Davies đã giúp đội bóng giành chiến thắng 2–0 và giành quyền thi đấu trên sân nhà trước Fulham. Tại vòng hai, hai đội đối đầu nhau trong điều kiện mưa lớn, khiến trận đấu buộc phải đình chỉ trong mười phút. Tuy vậy, một bàn thắng của Len Davies vào cuối hiệp một là đủ để mang về cho Cardiff chiến thắng 1–0.
Cardiff di chuyển đến Meadow Lane cho trận đấu vòng ba với Notts County F.C. Tại đây, họ đã giành thắng lợi  2–0 nhờ các bàn thắng của Joe Nicholson (người thay thế Len Davies bị chấn thương) và Jimmy Gill. Bàn thắng của Gill đã thu hút được sự khen ngợi đáng kể, phóng viên trận đấu của Cardiff đã mô tả màn trình diễn của anh như sau: "Mục tiêu của Gill là triển lãm nghệ thuật tuyệt vời nhất từng thấy... Anh ấy luồn lách hết đối thủ này đến đối thủ khác, tất cả bọn họ bám theo anh ấy như những con chó săn và khi anh ấy đưa bóng vào lưới, anh ấy đã không cho Albert Iremonger một cơ hội nào".
Cardiff tiếp đón Leicester City ở vòng bốn nơi mà sau hiệp một không bàn thắng, Harry Beadles đã đưa Cardiff vượt lên dẫn trước. Dù vậy, đối phương cũng kịp ghi bàn san bằng tỷ số sau nỗ lực của Johnny Duncan. Trong phút thi đấu cuối cùng, Willie Davies đã ghi bàn trực tiếp từ một quả phạt góc để đưa Cardiff vào bán kết với chiến thắng 2–1. Đây là mùa giải đầu tiên trong bóng đá Anh, một luật mới cho phép các cầu thủ ghi bàn trực tiếp từ một quả đá phạt góc. Đám đông điên cuồng với Davies sau khi anh ghi bàn thắng. Cả đám đông phấn khích lẫn các thành viên của đội bóng và thậm chí cả Davies vẫn không tin rằng họ vừa giành chiến thắng. Jimmy Blair sau đó đã buộc phải quay lại sân từ phòng thay đồ để xác nhận với đám đông rằng Cardiff đã giành chiến thắng.
Trận bán kết được tổ chức tại Meadow Lane, một địa điểm trung lập. Trong trận đấu này, Cadiff đối đầu đối thủ đã năm lần vô địch là Blackburn Rovers. Một trận đấu chặt chẽ đã được dự đoán khi cả hai bên đều khởi đầu tương tự như cái cách họ từng đối đầu nhau tại giải Hạng nhất vào thời điểm đó, nhưng những bàn thắng sớm của Nicholson, Gill và Willie Davies đã đưa Cardiff vượt lên dẫn trước 3–0 trước giờ nghỉ. John McKay đã đáp trả bằng một bàn thắng sau giờ nghỉ nhưng trận đấu đã kết thúc với thắng lợi chung cuộc 3–1 cho Cardiff, qua đó đưa họ trở thành đội bóng xứ Wales đầu tiên lọt vào trận chung kết FA Cup.

## Trận đấu

### Trước trận đấu
Trước trận đấu, phần lớn sự tập trung của các phương tiện truyền thông đều tập trung vào ý tưởng một đội bóng bên ngoài nước Anh sẽ có lần đầu tiên đăng quang FA Cup. Đội cuối cùng bên ngoài nước Anh lọt vào trận chung kết trước trận đấu này là Queen's Park của Scotland, đội bóng từng bị Blackburn Rovers đánh bại trong trận chung kết năm 1885. Một hành động đã được đưa ra vào đầu những năm 1920 nhằm mục đích cấm các câu lạc bộ xứ Wales thi đấu tại FA Cup. Mặc dù ý tưởng này đã bị từ chối, nhưng số lượng câu lạc bộ xứ Wales được phép thi đấu ở giải đã bị giới hạn ở con số 14 do quyết định cuối cùng đưa ra bởi Hiệp hội bóng đá Anh. Về phần Cardiff City, câu lạc bộ này đã gia nhập Liên đoàn bóng đá Anh vào năm 1920 và nhanh chóng trở thành một trong những đội bóng hàng đầu tại giải đấu. Trước trận chung kết năm 1925, thành tích tốt nhất của Cardiff tại đấu trường FA Cup đã là lọt vào đến trận bán kết mùa giải 1920–21. Còn Sheffield United đã xuất hiện trong ba trận chung kết trước đó. Cả ba lần, câu lạc bộ này đều vô địch. Đó là các năm 1899, 1902 và 1915.
Trước trận đấu, tờ The Times đã cảnh báo rằng sức mạnh của Cardiff nằm ở khả năng phòng thủ và lưu ý rằng đội bóng này dựa vào "sự vững chắc nơi hàng phòng ngự". Fred Keenor đặc biệt được mô tả là có khả năng "điều khiển mọi trận đấu" trước trận chung kết. Trong khi đó, các hậu vệ như Billy Hardy, Jimmy Blair, Jimmy Nelson cùng thủ môn Tom Farquharson cũng được coi là chìa khóa cho thành công của đội. Mặc dù vậy, hàng tiền đạo của Cardiff không được đánh giá cao. Ngoài ra, đội bóng cũng dựa dẫm quá nhiều vào khả năng thể chất của Joe Nicholson. Anh được đôn lên đá như một tiền đạo trong suốt giải đấu, được kỳ vọng sẽ chơi cao hơn vị trí của cầu thủ ghi bàn hàng đầu Len Davies, người vừa bình phục sau chấn thương. Tuy nhiên, Nicholson đã bị nghi ngờ trước trận chiến quyết định khi tự làm mình bị thương sau trận thắng của Cadiff trước Blackburn tại vòng bán kết, khi anh cố gắng trốn thoát khỏi một đám đông người hâm mộ phấn khích bên ngoài sân vận động, anh đã trèo lên mái của một chiếc taxi và bị ngã, dẫn đến một vết cắt ở đầu gối.
Ngược lại, các tiền đạo của Sheffield được The Times coi là linh hồn sức mạnh của đội, đặc biệt là cặp tiền đạo song sát Billy Gillespie và Fred Tunstall. Tuy nhiên, The Times đánh giá hàng phòng ngự của đội bóng yếu hơn so với các vị trí phía trên khi dự đoán rằng trận đấu có thể "biến thành một thử thách" đối với thủ môn Charles Sutcliffe. Đáng chú ý, anh trai của Sutcliffe từng góp mặt trong một trận chung kết FA Cup. Đó là vào năm 1894 khi anh chơi cho đội thua cuộc. Hai cầu thủ Tommy Boyle và Harry Johnson của Sheffield có lần đầu tiên xuất hiện trong một trận chung kết FA Cup, trong khi cha của họ, Peter Boyle và Harry Johnson Sr đều đã giành được cúp FA cùng Sheffield vào năm 1902. Sampy, người từng ghi được hai bàn thắng trong giải đấu, chấp nhận từ bỏ vị trí để ủng hộ Tommy Boyle, nhằm cung cấp thêm sức mạnh thể chất cho tuyến đầu của đội bóng.
Trận chung kết năm 1925 là lần tổ chức thứ 50 của sự kiện. Mặc dù sân vận động Wembley có sức chứa 92.000, nhưng chỉ có 1.750 vé được phân bổ cho mỗi bên, mặc dù FA ngay sau đó đã tăng số lượng lên 4.000 vé do Cardiff nộp đơn kháng cáo. Tuy nhiên, ước tính khoảng 40.000 người hâm mộ Cardiff có thể đảm bảo vị trí của mình cho trận đấu thông qua số lượng vé đại trà. Trước trận đấu, các đội được chủ tịch Hiệp hội bóng đá, Charles Clegg giới thiệu trước Công tước và Nữ công tước xứ York. Các ban nhạc của Vệ binh Ailen và Không quân Hoàng gia đã chơi quốc ca trước trận đấu và "Land of Hope and Glory" cùng các bài hát khác trong quãng nghỉ giữa hai hiệp. Trọng tài bắt chính trong trận đấu là G. N. Watson đến từ Hiệp hội bóng đá hạt Nottinghamshire.

### Diễn biến chính
Trận đấu bắt đầu một cách hết sức sôi nổi với 20 phút đầu tiên chứng kiến thứ bóng đá hay nhất của trận đấu. Sau này, Billy Hardy của Cardiff đã thừa nhận rằng anh cùng các đồng đội đã hồi hộp như thế nào khi bắt đầu trận đấu, mô tả toàn đội "run rẩy như một con mèo con". Cặp song sát trên hàng tiền đạo của Sheffield là Gillespie và Tunstall đã liên tục thử thách hàng phòng ngự của Cardiff ngay từ rất sớm. Phần lớn thời gian đầu, thế trận nghiêng hẳn về một đội. Cơ hội tốt nhất mà Cardiff có được trong hiệp một rơi vào tay Nicholson, người nhận bóng gần rìa vòng cấm địa. Mặc dù có không gian để tiếp tục dốc bóng, Nicholson lại chọn dứt điểm và nỗ lực của anh đã khiến quả bóng bay trúng vào xà ngang. Nicholson đã gây ra không ít khó khăn cho hàng phòng thủ của Sheffield khi liên tục khuấy đảo hai biên. Anh cũng có cơ hội từ một pha sút phạt từ tình huống phạm lỗi trước đó giữa Ernest Milton với Willie Davies, nhưng đã bỏ lỡ cơ hội. Cardiff có ít cơ hội hơn trong hiệp một. Tờ Devon and Exeter Gazette  đã mô tả rằng Cardiff "đặt quả bóng quá vuông, do đó tốc độ bị mất".
Phút thứ 30, đường chuyền của Gillespie bị Harry Wake chặn lại ở rìa vòng cấm của Cardiff. Thay vì phá bóng, Wake do dự và bị Tunstall cướp được. Anh chọn cách hướng thẳng về phía thủ môn Farquharson của Cardiff rồi tung cú sút, ghi bàn thắng mở tỉ số của trận đấu từ cự ly 8 thước Anh (7,3 m). Tờ The People đã phải thừa nhận rằng, nếu nhìn vào màn trình diễn của hai đội trong hiệp một, đây "sẽ đi vào lịch sử như một trong những trận chung kết hay nhất từng diễn ra".
Cardiff bắt đầu những phút đầu tiên của hiệp hai theo kịch bản tươi sáng hơn đáng kể nhưng không tận dụng được sự hứng khởi ngắn ngủi của họ để chuyển hóa cơ hội thành bàn thắng. Tình huống tốt nhất của họ trong giai đoạn đầu này đã kết thúc khi Harry Beadles bị phất cờ việt vị. Cơ hội tốt nhất trong hiệp hai được dành cho Sheffield United, khi tiền đạo của họ hướng thẳng về cầu môn Cardiff mà "thực tế không gặp cản trở". Khi quả bóng được đưa tới vòng cấm Cardiff, ba cầu thủ của đội bóng đã nỗ lực rồi thất bại khi không thể chuyển hóa thành bàn thắng thứ hai. Nỗ lực kiểm soát trận đấu của Cardiff bị hạn chế do chấn thương khá nghiêm trọng của Hardy khiến anh phải vật lộn để theo kịp tốc độ trận đấu. Phút 60, Johnson tung cú sút mạnh về phía khung thành Cardiff nhưng Nelson đã kịp thời chặn lại.
Trong những phút cuối cùng của trận đấu, Cardiff tuyệt vọng tìm kiếm bàn thắng gỡ hòa. Tiền đạo Cardiff đã có một pha leo biên tiến thẳng vào vòng cấm trước khi tung ra ba cú sút nhưng đều bị chặn bởi các hậu vệ của Sheffield trước khi Gill thực hiện một nỗ lực cuối cùng nhưng lại quá "nhu nhược và xa". Việc Cardiff liên tục tấn công cũng tạo cơ hội cho Sheffield thực hiện các pha phản công. Trong một tình huống phạm lỗi cuối trận, một cú đá phạt được trao cho Sheffield nhưng họ đã lãng phí, Boyle phá bóng ngay khi quả bóng bay ra từ tay của Farquharson. Trọng tài sau đó thổi còi kết thúc trận đấu.

### Thống kê chi tiết
| Sheffield United | 1–0 | Cardiff City |
| ---------------- | --- | ------------ |
| Tunstall 30'     |     |              |

| Sheffield United | Cardiff City |

|                  |                     |  |  |
|                  |                     |  |  |
| GK               | Charles Sutcliffe   |  |  |
| DF               | Billy Cook          |  |  |
| DF               | Ernest Milton       |  |  |
| HB               | Harry Pantling      |  |  |
| HB               | Seth King           |  |  |
| HB               | George Green        |  |  |
| FW               | David Mercer        |  |  |
| FW               | Tommy Boyle         |  |  |
| FW               | Harry Johnson       |  |  |
| FR               | Billy Gillespie (c) |  |  |
| FL               | Fred Tunstall       |  |  |
| Huấn luyện viên: |                     |  |  |
| John Nicholson   |                     |  |  |

|                  |                 |  |  |
|                  |                 |  |  |
| GK               | Tom Farquharson |  |  |
| DF               | James Nelson    |  |  |
| DF               | Jimmy Blair     |  |  |
| DF               | Harry Wake      |  |  |
| HB               | Fred Keenor (c) |  |  |
| HB               | Billy Hardy     |  |  |
| HB               | Willie Davies   |  |  |
| FW               | Jimmy Gill      |  |  |
| FW               | Joe Nicholson   |  |  |
| FR               | Harry Beadles   |  |  |
| FL               | Jack Evans      |  |  |
| Huấn luyện viên: |                 |  |  |
| Fred Stewart     |                 |  |  |

| GK | Thủ môn            | Thủ môn            | Thủ môn            |
| DF | Hậu vệ             |                    |                    |
| HB | Half back          |                    |                    |
| FW | Tiền đạo           | Tiền đạo           | Tiền đạo           |
| FR | Tiền đạo lệch phải | Tiền đạo lệch phải | Tiền đạo lệch phải |
| FL | Tiền đạo lệch trái | Tiền đạo lệch trái | Tiền đạo lệch trái |

## Sau trận đấu
Kết thúc trận đấu, các cổ động viên của Sheffield tràn xuống sân ăn mừng chiến thắng của đội nhà. Cầu thủ ghi bàn quyết định Tunstall được tung hô, vác trên vai của khán giả. Toàn đội Sheffield United vinh dự được đích thân Công tước và Nữ công tước xứ York trao tặng cúp vô địch và huy chương chiến thắng. Đội trưởng Sheffield, cầu thủ Gillespie đã tự mô tả mình là "người đàn ông hạnh phúc nhất nước Anh" khi nâng cao chiếc cúp. Sau khi các đội đã rời sân, Thị trưởng thành phố Cardiff, WH Pethybridge, đã đến phòng thay đồ của Sheffield để chúc mừng họ. Khi trở về Sheffield, đội đã được chào đón nồng nhiệt bởi hàng ngàn người hâm mộ. Sau đó, cả đội di chuyển về tòa thị chính, nơi họ trưng bày chiếc cúp từ ban công của tòa nhà. Tính đến  tháng 5 năm 2020, Sheffield United chỉ có một lần lọt vào chung kết nữa, đó là năm 1936.
Bất chấp thất bại, một số cầu thủ của Cardiff vẫn được người hâm mộ cõng trên vai quanh sân. Hậu vệ của Cardiff, Jimmy Nelson đã mang về nhà quả bóng được sử dụng trong trận và sau đó bán đấu giá nó để hỗ trợ cho Bệnh viện Rookwood ở Cardiff. Một bản ghi hình trận chung kết đã được gửi tới Cardiff ngay sau trận đấu kết thúc. Bản ghi này được trình chiếu vào ngay tối hôm đó. Các thành viên của đội vẫn ở lại London thêm hai ngày nữa. Họ trở lại Cardiff vào ngày 27 tháng 4 và được người hâm mộ chào đón nồng hậu. Cùng ngày, thị trưởng thành phố cũng mời toàn đội tham dự một bữa ăn tối.
Harry Wake, người để mất bóng dẫn đến bàn thua, đã nhận vô số lời chỉ trích đáng kể cho màn trình diễn của anh sau trận đấu. Tờ The People nhận xét rằng chỉ bằng một pha sơ sẩy nghiêm trọng đã xóa sạch nhiều thành tích xuất sắc mà chàng cầu thủ này có được. Tuy nhiên, đồng đội của anh, Keenor đã gỡ tội cho Wake trong một cuộc phỏng vấn sau trận đấu, nói rằng "bất kỳ sự đổ lỗi nào cũng phải được gánh vác bởi phần còn lại của hàng phòng ngự mà tôi là một trong số đó. Một tiếng hét mang tính cảnh báo nên được đưa ra cho pha tiếp cận đầu tiên của Tunstall. Wake khônghề ý thức được điều đó". Keenor vẫn lạc quan sau trận chung kết, tự tin dự đoán rằng "một ngày nào đó những người theo dõi của chúng tôi có thể chắc chắn rằng Cardiff City sẽ mang chiếc cúp đó đến xứ Wales". Dự đoán của anh hoàn toàn chính xác khi chỉ đến hai năm sau, chính anh, lúc này là đội trưởng của Cardiff cùng với các thành viên trong đội đã mang về phòng truyền thống chiếc cúp danh giá sau chiến thắng trong trận Chung kết FA Cup 1927 để trở thành đội bóng duy nhất từ bên ngoài nước Anh giành chiến thắng trong giải đấu lâu đời nhất xứ sở sương mù. Wake cũng góp mặt trong đội hình Cadiff năm đó. Tuy nhiên, anh đã bỏ lỡ trận chung kết sau khi bị tổn thương thận trong một trận đấu hai tuần trước đó.